# Vladimir Petrov (ijshockeyer)
Vladimir Vladimirovitsj Petrov (Russisch: Владимир Владимирович Петров) (Krasnogorsk, 30 juni 1947 - Moskou, 28 februari 2017) was een Sovjet-Russisch ijshockeyer. 
Petrov maakte in 281 interlands 189 doelpunten.
Petrov won tijdens de Olympische Winterspelen van 1972 en die van 1976 de gouden medaille en bij de Olympische Winterspelen 1980 de zilveren medaille.
In totaal werd Petrov negenmaal wereldkampioen.
Petrov speelde jarenlang voor HC Krylja Sovetov Moskou en HC CSKA Moskou. 